# El Ranchito, Michoacán de Ocampo
El Ranchito är en ort i Mexiko.   Den ligger i kommunen Jiménez och delstaten Michoacán de Ocampo, i den centrala delen av landet, 280 km väster om huvudstaden Mexico City. El Ranchito ligger 1 981 meter över havet och antalet invånare är 361.
Terrängen runt El Ranchito är kuperad åt nordväst, men åt sydost är den platt. Runt El Ranchito är det ganska tätbefolkat, med 111 invånare per kvadratkilometer. Närmaste större samhälle är Zacapú, 13,7 km söder om El Ranchito. I omgivningarna runt El Ranchito växer huvudsakligen savannskog.